# Sport Lisboa e Benfica 1962-1963
La pagina raccoglie i dati riguardanti il Benfica nelle competizioni ufficiali della stagione 1962-1963.

## Stagione
La stagione 1962-1963, apertasi con la doppia sconfitta in Coppa Intercontinentale contro il Santos di Pelé, vide l'exploit definitivo degli attaccanti Eusébio e José Torres che permise alla squadra di tornare alla vittoria del campionato e di raggiungere, per il terzo anno consecutivo, la finale di Coppa dei Campioni dove fu sconfitta in rimonta dai campioni d'Italia del Milan.

## Maglie e sponsor
| Manica sinistra · Manica sinistra · Maglietta · Maglietta · Manica destra · Manica destra · Pantaloncini · Calzettoni |

## Rosa
| N. |                       | Ruolo | Calciatore            |
| -- | --------------------- | ----- | --------------------- |
|    | Portogallo (bandiera) | P     | Costa Pereira         |
|    | Portogallo (bandiera) | P     | Pedro Benje           |
|    | Portogallo (bandiera) | P     | José Rita             |
|    | Portogallo (bandiera) | D     | Germano de Figueiredo |
|    | Portogallo (bandiera) | D     | Ângelo Martins        |
|    | Portogallo (bandiera) | D     | Humberto Fernandes    |
|    | Portogallo (bandiera) | D     | Raúl Machado          |
|    | Portogallo (bandiera) | D     | José Santos           |
|    | Portogallo (bandiera) | D     | Fernando Cruz         |
|    | Portogallo (bandiera) | D     | Domiciano Cavem       |

| N. |                       | Ruolo | Calciatore      |  |
| -- | --------------------- | ----- | --------------- |  |
|    | Portogallo (bandiera) | D     | António da Cruz |  |
|    | Portogallo (bandiera) | C     | Mário Coluna    |  |
|    | Portogallo (bandiera) | A     | José Augusto    |  |
|    | Portogallo (bandiera) | A     | Eusébio         |  |
|    | Portogallo (bandiera) | A     | Joaquim Santana |  |
|    | Portogallo (bandiera) | A     | Augusto Silva   |  |
|    | Portogallo (bandiera) | A     | António Simões  |  |
|    | Portogallo (bandiera) | A     | José Águas      |  |
|    | Portogallo (bandiera) | A     | José Torres     |  |

## Statistiche

### Statistiche di squadra
| Competizione            | Punti | Totale | Totale | Totale | Totale | Totale | Totale | D.R. |
| Competizione            | Punti | G      | V      | N      | P      | Gf     | Gs     | D.R. |
| ----------------------- | ----- | ------ | ------ | ------ | ------ | ------ | ------ | ---- |
| Primeira Divisão        | 48    | 26     | 23     | 2      | 1      | 81     | 25     | +48  |
| Coppa del Portogallo    | -     | 8      | 7      | 0      | 1      | 26     | 5      |      |
| Coppa dei Campioni      | -     | 7      | 3      | 3      | 1      | 12     | 5      |      |
| Coppa Intercontinentale | -     | 2      | 0      | 0      | 2      | 8      | 4      |      |
| Totale                  |       | 43     | 33     | 5      | 5      | 127    | 39     | -    |

### Statistiche dei giocatori
| Giocatore     | Campionato | Campionato | Campionato | Campionato |
| Giocatore     | Pres       | Gol        | Am         | Esp        |
| ------------- | ---------- | ---------- | ---------- | ---------- |
| Águas         | 4          | 2          | -          | -          |
| Coluna        | 26         | 2          | -          | -          |
| Costa Pereira | 26         | -          | -          | -          |
| Eusébio       | 24         | 23         | -          | -          |
| Fernandes     | 17         | -          | -          | -          |
| Germano       | 2          | -          | -          | -          |
| José Augusto  | 24         | 9          | -          | -          |
| Machado       | 23         | -          | -          | -          |
| Santana       | 17         | 5          | -          | -          |
| Silva         | 5          | 2          | -          | -          |
| Simões        | 24         | 10         | -          | -          |
| Torres        | 21         | 26         | -          | -          |